# Tatemado

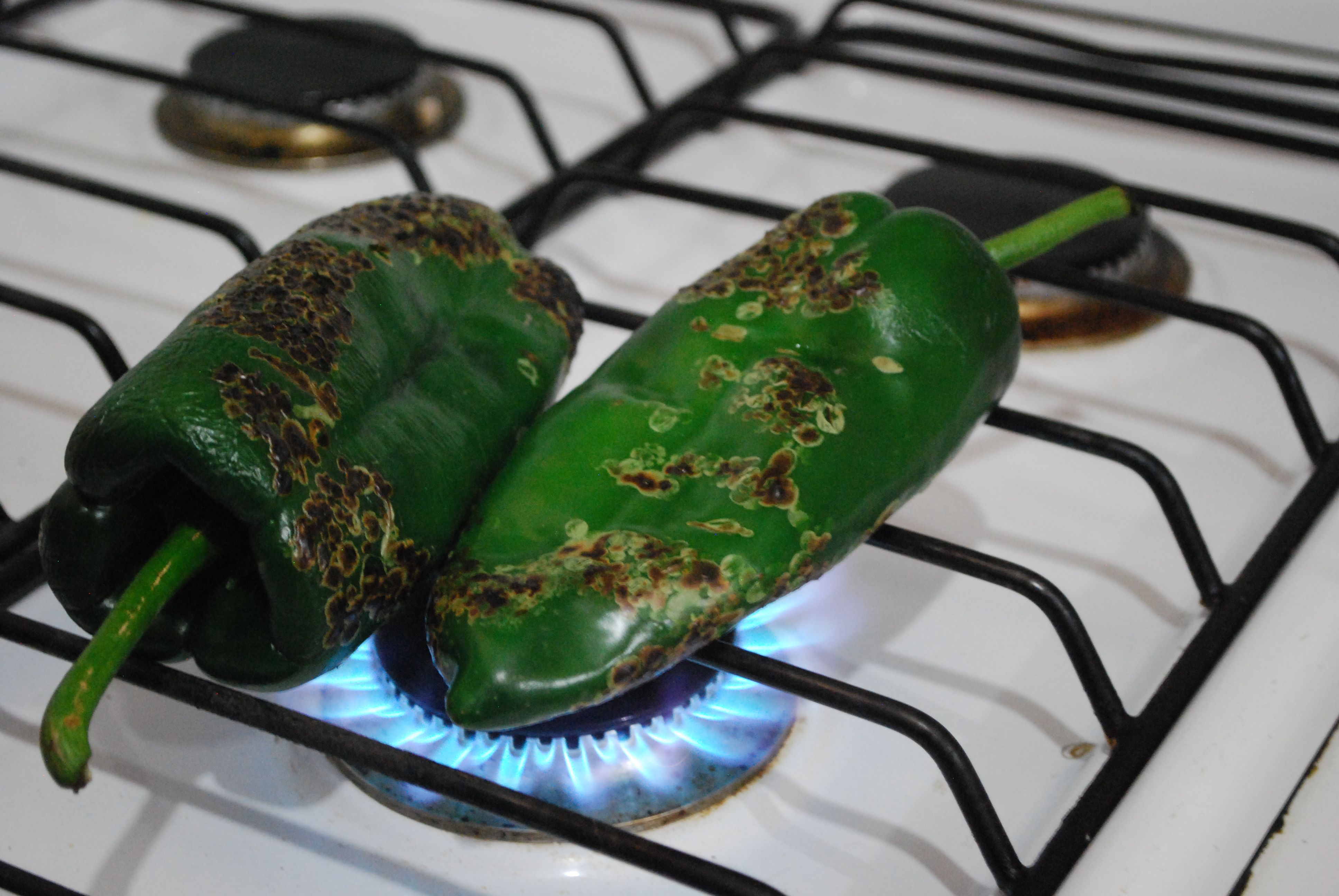
Chiles siendo tatemados para hacer rajas.

En México, el tatemado (del náhuatl tlatemati «poner al fuego»; de tla-, «cosa»/partícula de objeto directo, tletl, «fuego» y mati, «poner»), cuya acción es tatemar, equivale a soasar (asar ligeramente) un alimento, es decir, tostarlo o dorarlo, por lo general sobre un comal, o directamente sobre el fuego. Se pueden tatemar carnes, chiles y otras verduras, algunos pescados e incluso frutos como el cacahuate. 

## Uso culinario
Los chiles tipo poblano o de agua (Oaxaca) se suelen tatemar para elaborar rajas o los tradicionales chiles rellenos, dándoles la vuelta hasta que luzcan quemados por todos lados y se desprenda su piel fácilmente. También para preparar salsas y moles se suele tatemar el jitomate o el tomate verde.
De acuerdo con el chef mexicano Eduardo Marín, «saber tatemar es uno de los requisitos básicos para practicar la cocina mexicana». En la gastronomía prehispánica, como en muchas otras, se implican todos los sentidos, de modo que el proceso de tatemado no depende sólo de reconocer con la vista el momento en que un alimento está debidamente tostado, sino, por ejemplo, detener el cocimiento cuando comienza a despedir un olor particular.

## Uso figurado
En el lenguaje popular de México, «tatemar» se usa para indicar que una persona ha cometido un error tal que es público y los demás lo juzgan mal, ha perdido prestigio o ha quedado desacreditado: «se tatemó», «ya me tatemé», «lo tatemaron». Es equivalente a «quemar» en ese sentido figurado.
Tatemar es también sinónimo de quemar o incendiar, por ejemplo: «El establecimiento, inaugurado en marzo de 1944, permaneció activo hasta el 16 de septiembre de 1951, fecha en que se tatemó».